# Pseudophoxinus drusensis
Pseudophoxinus drusensis é uma espécie de peixe actinopterígeo da família Cyprinidae.
Pode ser encontrada nos seguintes países: Israel e Síria.
Os seus habitats naturais são: rios, rios intermitentes e marismas de água doce.
Está ameaçada por perda de habitat.